# Espècies reactives del nitrogen
Les espècies reactives del nitrogen són una família de molècules antimicrobianes derivades de l'òxid nítric (NO ·) produït per l'activitat enzimàtica de l'òxid nítric sintasa 2 (NOS2). NOS2 és expressada principalment en macròfags després de la inducció per citocines i productes microbians, particularment interferó-gamma (IFN-γ) lipopolisacàrids (LPS).
Un radical és una espècie química orgànica o inorgànica, caracteritzat per tenir un o més electrons desaparellats. Es forma en els intermedis de reaccions químiques, a partir de la ruptura homolítica d'una molècula, i en general és molt inestable, per tant és molt reactiu i té una vida mitjana molt curta.
Els radicals lliures són espècies químiques que són capaces d'existir independentment i que tenen electrons desaparellats en els seus orbitals externs. Aquesta circumstància els fa altament reactius, ja que tendeixen a compensar el desequilibri electrònic cedint o capturant electrons d'altres molècules de l'entorn, pel qual actuarien d'agents reductors en primer cas o d'agents oxidants en el segon. Existeixen molts tipus de radicals lliures a la natura però degut a la seva alta reactivitat tenen un temps de vida mitjana curt i per això són difícils de detectar.
Dintre dels radicals del nitrogen els més importants són el NO i el NO₂.

## NO
El monòxid de nitrogen és un gas incolor i poc soluble en l'aigua. És present en petites quantitats en els mamífers i també és present a l'aire produït principalment en automòbils i centrals d'energia. Se'l considera un agent tòxic.
Compleix simultàniament un paper beneficiós i perjudicial en l'home. La presència de NO a l'atmosfera per raons antropogèniques contribueix al problema de la pluja àcida, la formació de pol·lució urbana i la destrucció de la capa d'ozó. Però, en petites quantitats en el cos, el NO actua com a neurotransmissor, ajudant a dilatar els vasos sanguinis i participa en altres canvis fisiològics.

## NO₂
El diòxid de nitrogen és un gas tòxic, irritant i precursor de la formació de partícules de nitrat. Aquestes porten a la producció d'àcid. Afecta principalment al sistema respiratori. L'exposició a curt termini amb alts nivells causa dany en les cèl·lules pulmonars, però amb una exposició a llarg termini amb nivells baixos de diòxid de nitrogen pot causar canvis irreversibles als teixits pulmonars similars a un emfisema.

## Origen dels radicals nitrogen
Els processos que combinen oxigen i nitrogen a altes temperatures tenen com a conseqüència la formació d'òxids de nitrogen, concretament NO i NO₂. La formació d'aquests òxids pot tenir dos orígens diferents: natural o antropogènic.

## Origen antropogènic
Es produeix principalment en la combustió dels motors dels vehicles a temperatures elevades i en processos industrials, que són una font important de producció de radicals nitrogen:
N₂ + O₂ → 2 NO
Un cop s'expulsa a l'atmosfera és oxidat a NO₂ per l'O₂ o altres oxidants com l'O₃ o radicals peroxil.
2NO + O2 → 2NO₂
NO + O₃ → NO₂ + O₂
NO + ROO• → NO₂ + RO•
Les activitats humanes suposen avui dia gairebé el 90% de les emissions d'òxids de nitrogen als EUA segons l'Agència Nord-americana de Protecció Mediambiental.

## Origen natural
La descomposició de nitrats orgànics per l'acció bacteriana, els incendis forestals, les erupcions volcàniques i les tempestes degut a les elevades energies que s'assoleixen en elles són les principals fonts de producció natural de NO i NO₂. Tot i que les fonts antropogèniques haurien de ser quantitativament menors que les biogèniques, a les últimes dècades s'ha produït un increment notable de les primeres provocant que les concentracions de NOx siguin clarament superiors als entorns urbans que als rurals.

## El cicle del nitrogen
Els compostos de N atmosfèric formen un cicle entre la terra i l'aigua a través de deposicions atmosfèriques.
Les deposicions humides, principalment la pluja i la neu, aporten NO₃- i NH₄+. A les deposicions seques té lloc la interacció complexa entre els compostos de nitrogen de l'atmosfera amb plantes, roques, terra o aigua.

## Impacte mediambiental
L'augment d'òxids de nitrogen a fet que hi hagi repercussions sobre el medi ambient, ja que l'augment de la concentració de qualsevol espècie, fa que el sistema perdi l'equilibri i que es produeixin fenòmens per a tornar a intentar trobar un nou equilibri.
Aquests estan involucrats en els fenòmens de pluja àcida, ja que els òxids de nitrogen es dissolen a les gotes d'aigua de l'atmosfera i formen àcid nítric i nitrós. Fent que el pH de la pluja disminueixi, això afecta els ecosistemes tant aquàtics com terraqüis, ja que el pH de l'aigua i la terra disminueix i algunes espècies no es poden adaptar a aquest canvi.
També és un dels gasos que produeix el boirum fotoquímic, el NO₂ és el responsable de la coloració marró que s'observa en el cel en aquestes situacions i participa en la formació d'ozó fotoquímic a la troposfera.
Un altre dels impactes ambientals que produeixen els radicals nitrogen és la destrucció de la capa d'ozó. La participació d'aquests en la destrucció de la capa d'ozó, degut al trànsit aeri, es deu a les reaccions següents:
N₂O + O → NO + NO
O₃ + NO → NO₂ + O₂
NO₂ + O → NO + O₂
Es consumeix oxigen en la primera i la tercera reacció, que és vital per a la reacció de formació d'ozó, a més el NO reacciona amb l'ozó destruint la molècula (reacció 2).
L'últim impacte ambiental en el qual es veuen involucrats els radicals nitrogen és l'escalfament global, ja que el diòxid de nitrogen és un dels gasos amb efecte d'hivernacle, afavorint l'augment global de la temperatura del planeta.